# Prisma dispersivo

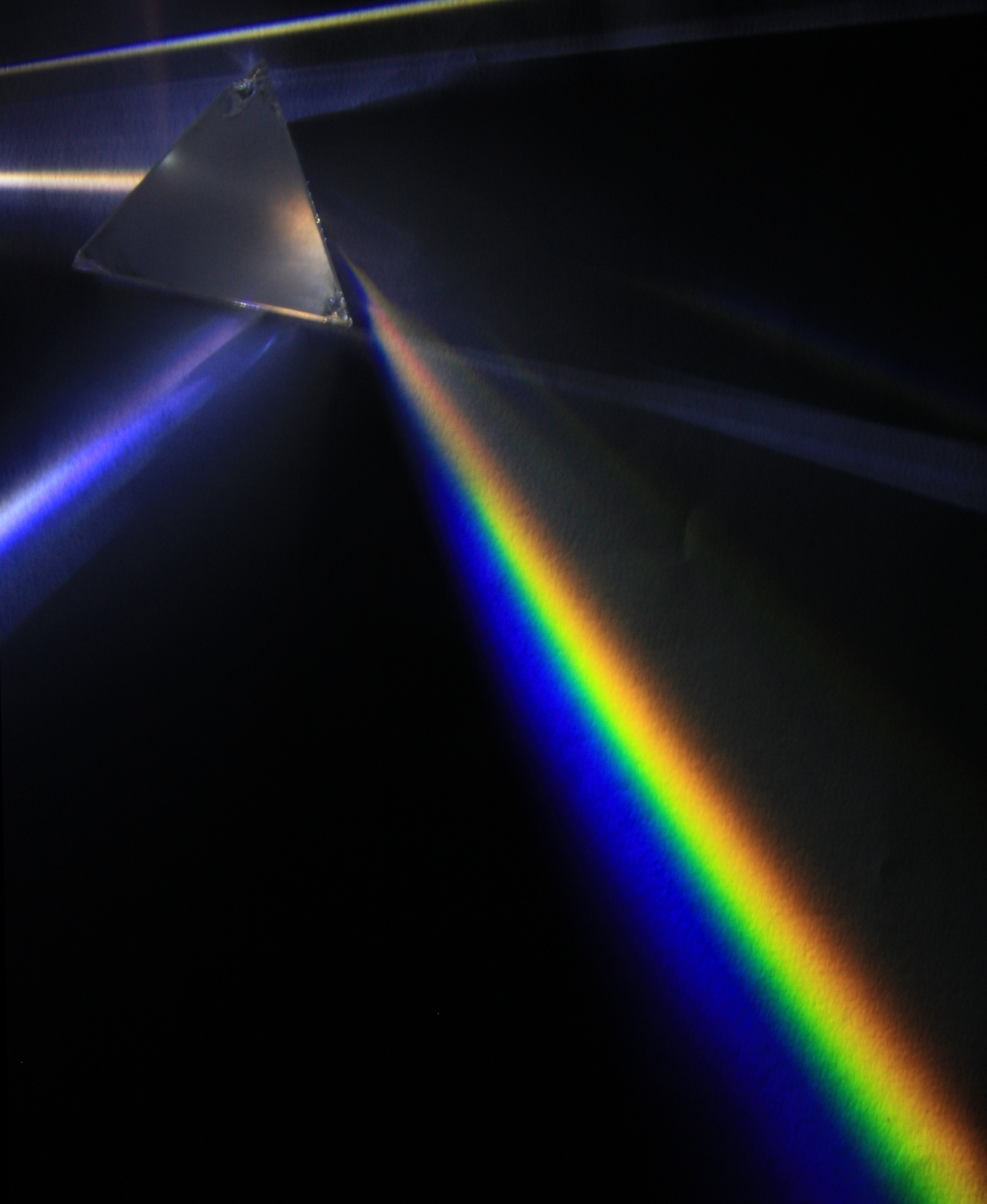
Fotografia de um prisma triangular, dispersando a luz.

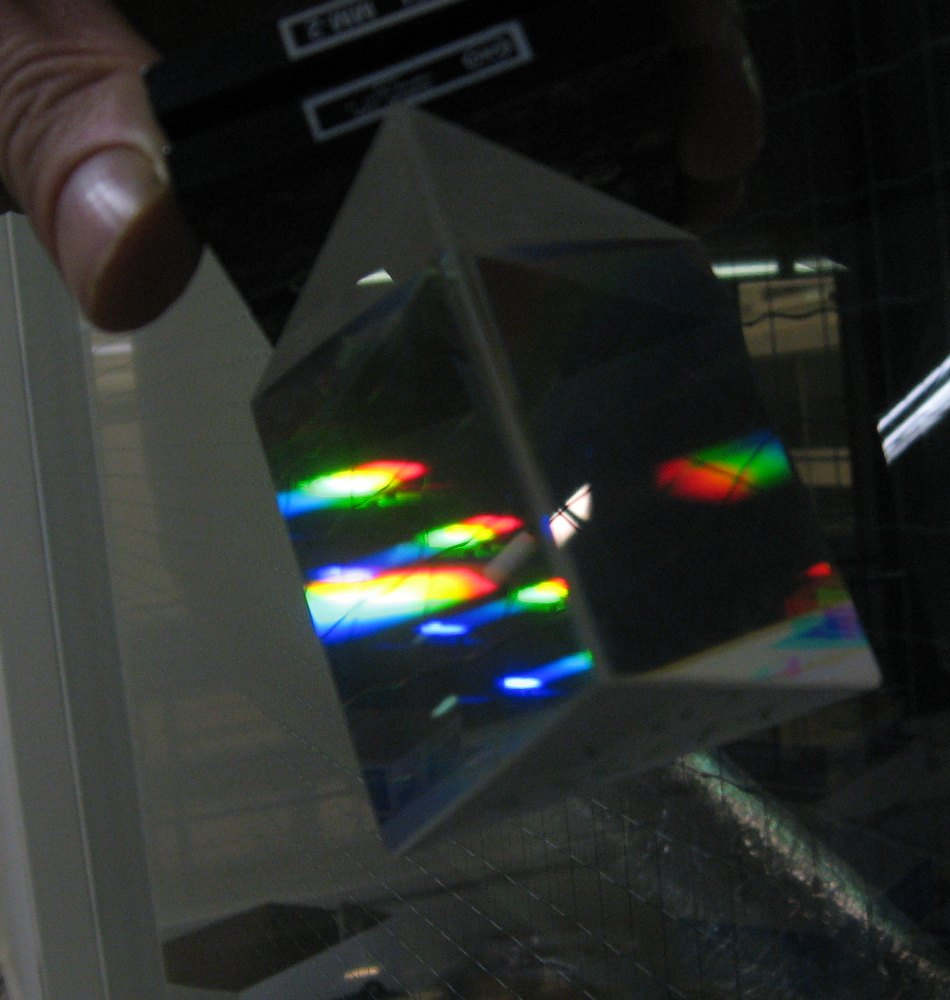
Lâmpadas vistas através de um prisma.

Em óptica, um prisma dispersivo é um prisma óptico usado para dispersar a luz, ou seja, para separar a luz em seus componentes espectrais (as cores do arco-íris). Diferentes comprimentos de onda (cores) de luz serão desviados pelo prisma em diferentes ângulos. Isso é resultado do índice de refração do material do prisma variando com o comprimento de onda (dispersão). Geralmente, comprimentos de onda mais longos (vermelho) sofrem um desvio menor do que comprimentos de onda mais curtos (azul). A dispersão da luz branca em cores por um prisma levou Sir Isaac Newton a concluir que a luz branca consistia em uma mistura de cores diferentes.
Prismas triangulares [en] são o tipo mais comum de prisma dispersivo. Existem outros tipos de prismas dispersivos que possuem mais de duas interfaces ópticas; alguns deles combinam refração com reflexão interna total.

## Como funcionam os prismas dispersivos

Um prisma triangular, dispersando a luz; ondas mostradas para ilustrar os diferentes comprimentos de onda da luz. (Clique para ver a animação)

A luz muda de velocidade à medida que se move de um meio para outro (por exemplo, do ar para o vidro do prisma). Essa mudança de velocidade faz com que a luz seja refratada e entre no novo meio em um ângulo diferente (princípio de Huygens). O grau de curvatura do caminho da luz depende do ângulo que o feixe de luz incidente [en] faz com a superfície e da razão entre os índices de refração dos dois meios (lei de Snell). O índice de refração de muitos materiais (como o vidro) varia com o comprimento de onda ou a cor da luz utilizada, um fenômeno conhecido como dispersão. Isso faz com que a luz de cores diferentes seja refratada de maneira diferente e saia do prisma em ângulos diferentes, criando um efeito semelhante a um arco-íris. Isso pode ser usado para separar um feixe de luz branca em seu espectro constituinte de cores.
Os prismas geralmente dispersam a luz em uma largura de banda de frequência muito maior do que as grades de difração [en], tornando-os úteis para espectroscopia de amplo espectro. Além disso, os prismas não sofrem complicações decorrentes da sobreposição de ordens espectrais, que todas as grades possuem. Uma desvantagem usual dos prismas é a menor dispersão do que uma grade bem escolhida pode alcançar.
Às vezes, os prismas são usados para a reflexão interna nas superfícies, e não para a dispersão. Se a luz dentro do prisma atingir uma das superfícies em um ângulo suficientemente inclinado, ocorre reflexão interna total e toda a luz é refletida. Isso torna um prisma um substituto útil para um espelho em algumas situações.

## Tipos
- Prisma triangular
- Prisma de Amici [en] e outros tipos de prismas compostos [en]
- Prisma de Littrow [en] com espelho na face posterior
- Prisma de Pellin – Broca [en]
- Prisma de Abbe
- Prisma de Féry

## Ângulo de desvio e dispersão

### Prisma espesso

Um traçado de raio através de um prisma com o ângulo do ápice α. As regiões 0, 1 e 2 têm índices de refração, e e os ângulos primários indicam o ângulo do raio após a refração.

O desvio do ângulo do raio e a dispersão através de um prisma podem ser determinados traçando um raio de amostra através do elemento e usando a lei de Snell em cada interface. Para o prisma mostrado à direita, os ângulos indicados são dados por
{\displaystyle {\begin{aligned}\theta '_{0}&=\,{\text{arcsen}}{\Big (}{\frac {n_{0}}{n_{1}}}\,\operatorname {sen} \theta _{0}{\Big )}\\\theta _{1}&=\alpha -\theta '_{0}\\\theta '_{1}&=\,{\text{arcsen}}{\Big (}{\frac {n_{1}}{n_{2}}}\,\operatorname {sen} \theta _{1}{\Big )}\\\theta _{2}&=\theta '_{1}-\alpha \end{aligned}}}.
Todos os ângulos são positivos na direção mostrada na imagem. Para um prisma no ar {\displaystyle n_{0}=n_{2}\simeq 1}. Definindo {\displaystyle n=n_{1}}, o ângulo de desvio {\displaystyle \delta } é dado por
{\displaystyle \delta =\theta _{0}+\theta _{2}=\theta _{0}+{\text{arcsen}}{\Big (}n\,\operatorname {sen} {\Big [}\alpha -{\text{arcsen}}{\Big (}{\frac {1}{n}}\,\operatorname {sen} \theta _{0}{\Big )}{\Big ]}{\Big )}-\alpha }

### Aproximação de prisma fino
Se o ângulo de incidência {\displaystyle \theta _{0}} e o ângulo do ápice do prisma {\displaystyle \alpha } forem ambos pequenos, {\displaystyle \operatorname {sen} \theta \approx \theta } e {\displaystyle {\text{arcsen}}x\approx x} se os ângulos forem expressos em radianos. Isso permite que a equação não linear no ângulo de desvio {\displaystyle \delta } seja aproximada por
{\displaystyle \delta \approx \theta _{0}-\alpha +{\Big (}n\,{\Big [}{\Big (}\alpha -{\frac {1}{n}}\,\theta _{0}{\Big )}{\Big ]}{\Big )}=\theta _{0}-\alpha +n\alpha -\theta _{0}=(n-1)\alpha \ .}
O ângulo de desvio depende do comprimento de onda através de n, portanto, para um prisma fino, o ângulo de desvio varia com o comprimento de onda de acordo com
{\displaystyle \delta (\lambda )\approx [n(\lambda )-1]\alpha }.

### Múltiplos prismas
O alinhamento de vários prismas em série pode aumentar muito a dispersão ou, vice-versa, permitir a manipulação do feixe com dispersão suprimida.
Como mostrado acima, o comportamento dispersivo de cada prisma depende fortemente do ângulo de incidência, que é determinado pela presença de prismas circundantes. Portanto, a dispersão resultante não é uma simples soma de contribuições individuais (a menos que todos os prismas possam ser aproximados como finos).

## Escolha do material óptico para dispersão ideal
Embora o índice de refração dependa do comprimento de onda em todos os materiais, alguns materiais têm uma dependência do comprimento de onda muito mais poderosa (são muito mais dispersivos) do que outros. Infelizmente, as regiões de alta dispersão tendem a ser espectralmente próximas das regiões onde o material se torna  opaco.
Os vidros tipo coroa, como o BK7, têm uma dispersão relativamente pequena (e podem ser usados aproximadamente entre 330 e 2500 nm), enquanto os vidros de sílex [en] têm uma dispersão muito mais forte para a luz visível e, portanto, são mais adequados para uso como prismas dispersivos, mas sua absorção é já em torno de 390 nm. Quartzo fundido [en], cloreto de sódio e outros materiais ópticos são usados em comprimentos de ondas ultravioletas e infravermelhas, onde os vidros normais se tornam opacos.
O ângulo superior do prisma (o ângulo da borda entre as faces de entrada e saída) pode ser ampliado para aumentar a dispersão espectral. No entanto, é frequentemente escolhido para que os raios de luz que entram e saem atinjam a superfície em torno do ângulo de Brewster; além do ângulo de Brewster, as perdas de reflexão aumentam muito e o ângulo de visão é reduzido. Mais frequentemente, os prismas dispersivos são equiláteros (ângulo do ápice de 60 graus).

## História

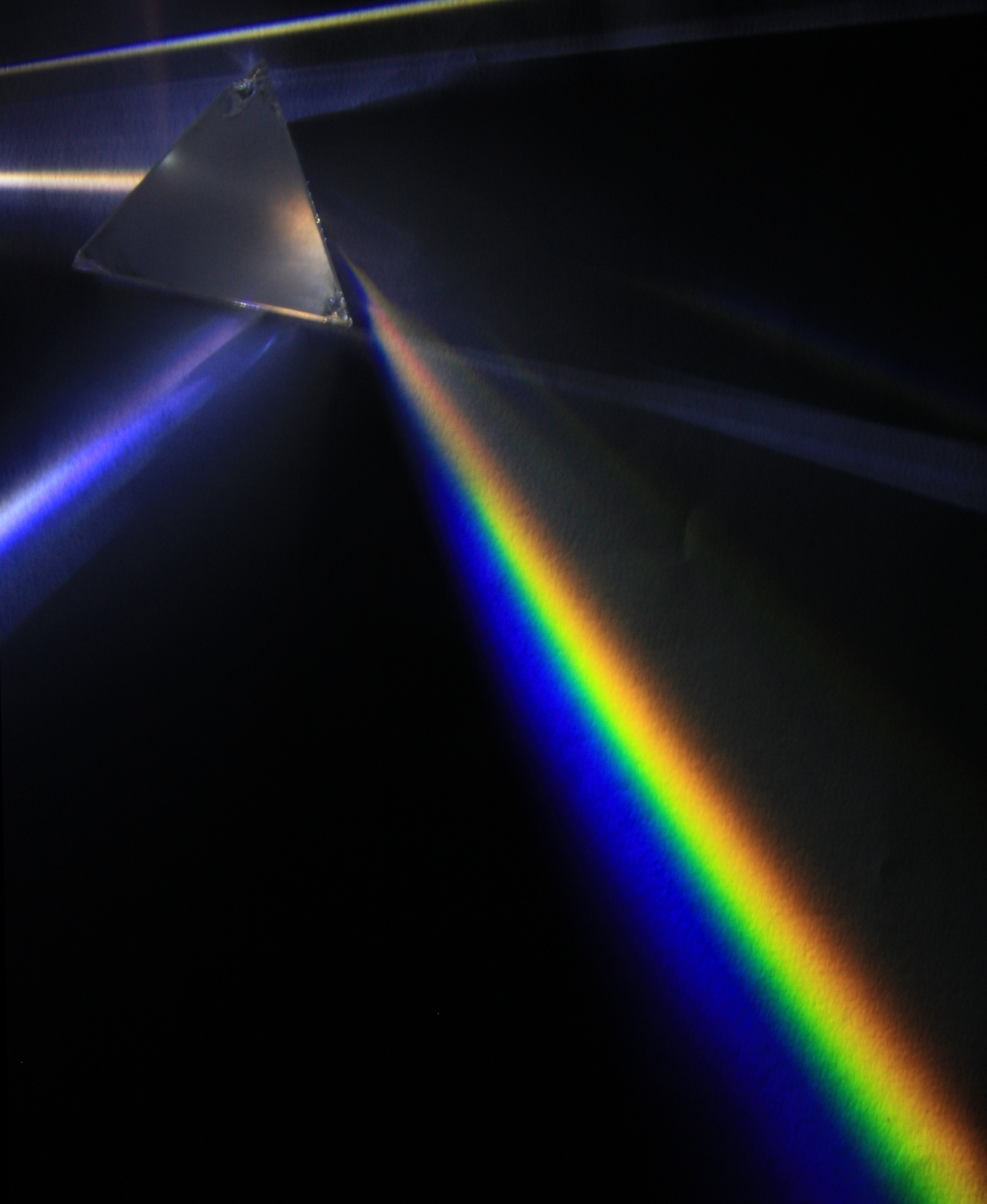
Um prisma triangular, dispersando a luz.

Como muitos termos geométricos básicos, a palavra prisma (em grego:  πρίσμα, transl.: prismagrego: πρίσμα, romanizado: prisma, lit. "algo serrado") foi usada pela primeira vez nos Os elementos de Euclides. Euclides definiu o termo no Livro XI como "uma figura sólida contida por dois planos opostos, iguais e paralelos, enquanto o resto são paralelogramos", no entanto, as nove proposições subsequentes que usaram o termo incluíam exemplos de prismas de base triangular (isto é, com lados que não eram paralelogramos). Essa inconsistência causou confusão entre os geômetras posteriores.
René Descartes tinha visto a luz separada nas cores do arco-íris por vidro ou água,[5] embora a fonte da cor fosse desconhecida. O experimento de Isaac Newton (em 1666), de curvar a luz branca através de um prisma, demonstrou que todas as cores já existiam na luz, com "corpúsculos" de cores diferentes se espalhando e viajando com velocidades diferentes através do prisma. Só mais tarde Young e Fresnel combinaram a teoria das partículas de Newton com a teoria das ondas de Huygens para explicar como a cor surge do espectro da luz.
Newton chegou a sua conclusão passando a cor vermelha de um prisma por um segundo prisma e encontrou a cor inalterada. A partir disso, concluiu que as cores já devem estar presentes na luz que chega – assim, o prisma não criou cores, mas apenas separou cores que já estão ali. Ele também usou uma lente e um segundo prisma para recompor o espectro de volta à luz branca. Esta experiência tornou-se um exemplo clássico da metodologia introduzida durante a revolução científica. Os resultados do experimento transformaram dramaticamente o campo da metafísica, levando à distinção entre qualidade primária e secundária [en] de John Locke.[carece de fontes?]
Newton discutiu a dispersão do prisma em grande detalhe em seu livro Opticks. Ele também introduziu o uso de mais de um prisma para controlar a dispersão.  A descrição de Newton de seus experimentos sobre dispersão de prismas foi qualitativa. Uma descrição quantitativa da dispersão de múltiplos prismas [en] não era necessária até que os expansores de feixe [en] de laser de múltiplos prismas fossem introduzidos na década de 1980.

## Grismos (prismas de grade)
Uma grade de difração [en] pode ser aplicada em uma face de um prisma para formar um elemento chamado "grismo". Os espectrógrafos são amplamente utilizados na astronomia para observar os espectros de estrelas e outros objetos astronômicos. A inserção de um grismo no feixe colimado de um gerador de imagens astronômicas transforma essa câmera em um espectrômetro, pois o feixe continua aproximadamente na mesma direção ao passar por ela. A deflexão do prisma é restrita para cancelar exatamente a deflexão devido à grade de difração no comprimento de onda central do espectrômetro.
Um tipo diferente de componente do espectrômetro chamado grade imersa também consiste em um prisma com uma grade de difração regida em uma superfície. No entanto, neste caso, a grade é usada na reflexão, com a luz atingindo a grade de dentro do prisma antes de ser totalmente refletida internamente de volta ao prisma (e saindo de uma face diferente). A redução do comprimento de onda da luz dentro do prisma resulta em um aumento da resolução espectral resultante pela razão entre o índice de refração do prisma e o do ar.
Tanto com grade grisma quanto com grade imersa, a fonte primária de dispersão espectral é a grade. Qualquer efeito devido à dispersão cromática do próprio prisma é incidental, ao contrário dos espectrômetros baseados em prisma reais.

## Na cultura popular
A interpretação de um artista de um prisma dispersivo é vista na capa de The dark side of the Moon, do Pink Floyd, um dos álbuns mais vendidos de todos os tempos. Um tanto irrealista, o gráfico icônico mostra um raio divergente de luz branca passando pelo prisma, separando-se em seu espectro somente depois de deixar a faceta traseira do prisma.